# Прямая (приток Пятой)
Прямая — река в России, протекает по Каргасокскому району Томской области. Устье реки находится в 4 км по правому берегу реки Пятая. Длина реки составляет 14 км.

## Данные водного реестра
По данным государственного водного реестра России относится к Верхнеобскому бассейновому округу, водохозяйственный участок реки — Обь от впадения реки Васюган до впадения реки Вах, речной подбассейн реки — Васюган. Речной бассейн реки — (Верхняя) Обь до впадения Иртыша.